# Marcel Blistène
Marcel Blistène (3 de junio de 1911, París-2 de agosto de 1991, Grasse) fue un director francés de cine y televisión.
Realizador cinematográfico durante los años 1940 y 1950; a partir de 1958, se consagró a sus trabajos en televisión.
Es conocido, principalmente, por haber sido el director de dos películas protagonizadas por Édith Piaf: Étoile sans lumière (estrella sin luz) y Les Amants de demain (los amantes del mañana).

## Filmografía
- 1946. Étoile sans lumière
- 1946. Macadam
- 1949. Rapide de nuit
- 1949. Le Sorcier du ciel
- 1951. Bibi Fricotin
- 1952. Cet âge est sans pitié
- 1953. Le Feu dans la peau
- 1955. Gueule d'ange
- 1957. Sylviane de mes nuits
- 1959. Les Amants de demain